# Aluminium-27
Aluminium-27 of 27Al is de enige stabiele isotoop van aluminium, een hoofdgroepmetaal. Vanwege het feit dat aluminium maar één stabiele isotoop kent met een abundantie op Aarde van 100%, valt het element onder zowel de mononuclidische als de mono-isotopische elementen.
Aluminium-27 ontstaat onder meer bij het radioactief verval van magnesium-27, silicium-27 en fosfor-28.
19Al · 20Al · 21Al · 22Al · 23Al · 23mAl · 24Al · 24mAl · 25Al · 26Al · 26mAl · 27Al · 28Al · 29Al · 30Al · 31Al · 32Al · 32mAl · 33Al · 34Al · 35Al · 36Al · 37Al · 38Al · 39Al · 40Al · 41Al · 42Al · 43Al